# Vöröstorkú gyurgyalag
A vöröstorkú gyurgyalag (Merops bulocki) a madarak osztályának a szalakótaalakúak (Coraciiformes) rendjéhez, ezen belül a gyurgyalagfélék (Meropidae) családjához tartozó faj.

## Rendszerezése
A fajt Louis Pierre Vieillot francia ornitológus írta le 1817-ben.

## Alfajai
- Merops bulocki bulocki Vieillot, 1817
- Merops bulocki frenatus Hartlaub, 1854[2]

## Előfordulása
Afrika középső részén, Benin, Bissau-Guinea, Burkina Faso, Csád, Kamerun, a Kongói Demokratikus Köztársaság, a Közép-afrikai Köztársaság, Egyenlítői-Guinea,  Etiópia, Gambia, Ghána, Guinea, Mali, Mauritánia, Niger, Nigéria, Szenegál, Sierra Leone, Szudán, Togo és Uganda területén honos.
Természetes élőhelyei a szubtrópusi és trópusi síkvidéki esőerdők, szavannák és cserjések, édesvizű mocsarak, folyók és patakok környéke, valamint legelők, szántóföldek és vidéki kertek. Állandó, nem vonuló faj.

## Megjelenése
Testhossza 22 centiméter, testtömege 20–30 gramm.

## Életmódja
Rovarokkal, főleg méhekkel táplálkozik.

## Természetvédelmi helyzete
Az elterjedési területe rendkívül nagy, egyedszáma pedig stabil. A Természetvédelmi Világszövetség Vörös listáján nem fenyegetett fajként szerepel.